# Bioetanol
Etanól (etilni alkohol) se uporablja kot gorívo že od nekdaj, vendar le kot pomožno ali zasilno gorivo. Gori mirno in popolno tudi brez posebno oblikovanega kurišča. V obdobju energetske krize 1973-1986 je pričela bolj množična uporaba etanola kot goriva, ki ga je možno pridobiti iz obnovljivih virov enrgije, predvsem iz biomase. Etanol naj bi delno zamenjal bencin v prometu (avtomobilizmu).
V sodobnih bencinskih motorjih (Otto motorji) lahko uporabljamo mešanico do E10, to je do 10 % etanola primešanega bencinu; v prilagojenih motorjih pa tudi čist etanol. Etanol je bolj odporen na klenkanje, zmes etanola in bencina ima višjo oktansko število kot bencin; je pa etanol energijsko manj izdaten. Nekaj težav je lahko tudi pri zagonu v hladnem vremenu. Za višanje oktanskega števila ponekod primešajo etanol v bencin namesto drugih, bolj škodljivih dodatkov. Etanol je primeren tudi kot gorivo za gorivne celice, za neposredno pretvorbo kemijske energije v električno energijo.
Zaenkrat se metanol pridobiva iz biomase s fermentacijo sladkorja. Za mešanje z bencinom je potrebno izločiti vodo nad azeotropno koncentracijo, torej nad 95,7 % (prostorninsko) (brezvodni etanol). V Braziliji proizvajajo prilagojene motorje, ki lahko uporabljajo hidrirani etanol, torej pod-azeotropno zmes okoli 93 % etanola in 7 % vode.
Energijska učinkovitost pridobivanja etanola iz sladkorja ali drugih nizkopolimernih ogljikovih hidratov (iz zrn žitaric ali koruze) je nizka. O pridobivanju iz koruze poteka celo razparava, ali se pridobi več energije kot jo je potrebno vložiti, ali ne. Ni pa dvoma, da je učinek pozitiven, če uspemo pridobivati etanol iz celuloznih ostankov poljščin ali namensko gojenih hitrorastočih trav.  
Leta 2004 je bilo na svetu proizvedeno okoli 42 milijard litrov. Brazilija je proizvedla okoli 16,4 milijard litrov na okoli 2,7 milijonih hektarjev, kar je 4,5 % obdelovalne površine Brazilije.

## Kemija
Med alkoholnim vrenjem se glukoza (sladkor) pretvori v etanol in ogljikov dioksid po formuli:
{\displaystyle C_{6}H_{12}O_{6(l)}+H_{2}O_{(l)}\rightarrow \;2C_{2}H_{5}OH_{(l)}+2CO_{2(g)}+H_{2}O_{(l)}+toplota}
Etanol med gorenjem oksidira po formuli:
{\displaystyle C_{2}H_{5}OH_{(l)}+3O_{2(g)}\rightarrow \;2CO_{2(g)}+3H_{2}O_{(g)}+toplota}
Pri obeh procesih nastaja CO2, vendar je količina tega ogljikovega dioksida natanko enaka količini, ki se veže med fotosintezo. Celoten energijski krog je brez-ogljičen, nevtralen glede na sproščen oziroma vezan ogljik. Ker pa za proizvodnjo etanola običajno uporabljamo tudi fosilna goriva, je celotna bilanca vprašljiva. Odvisna je od vrste pomožnih goriv, zlasti za energijsko zahtevno destilacijo. Če za destilacijo uporabimo celulozo, na primer koruznih stebel s soproizvonjo toplote in električne energije, je bilanca lahko zelo ugodna, tudi na račun pridelanega viška električne energije.